# Synagoga v Janovicích nad Úhlavou
Bývalá synagoga v Janovicích nad Úhlavou, postavená v roce 1723, stojí jako č.p. 190 na levé straně tzv. židovské ulice (dnes Klenovské), jež vede od náměstí v Janovicích nad Úhlavou na jihovýchod, na stavební parcele číslo 353 katastrálního území města, do jehož majetku dnes patří. Po zásadní rekonstrukci roku 1951 začala být využívána jako zbrojnice hasičského sboru. V té době byl modlitební sál rozdělen na dvě patra, dochovala se báňovitá klenba sálu a arkády ženské galerie, původní bima však nikoli. Budova stavebně souvisela se školou, se kterou mívala společný vchod - dnes už však bývalá škola slouží jako obytný dům.
Nedaleko města se nachází také židovský hřbitov.